# Prise de Gaza
Conflit Fatah-Hamas
La prise de contrôle de Gaza par le Hamas fait référence à l'offensive du mouvement islamiste dans la bande de Gaza opérée entre le 12 et le 14 juin 2007 contre les attributs du pouvoir présidentiel de Mahmoud Abbas, en place depuis 2005, et plus généralement contre les forces du Fatah.
Cette ultime offensive fait suite aux tensions interpalestiniennes, récurrentes lors des mois précédents, et catalyse le blocus de la bande de Gaza par Israël.
La Croix-Rouge estime que plus de 550 personnes ont été blessées et au moins 116 tuées au cours de ces affrontements.

## Contexte de l'assaut
Le 25 janvier 2006, le Hamas remporte les élections législatives palestiniennes de 2006 avec la majorité des suffrages (42,9 % sur l'ensemble du corps électoral). Ismaël Haniyeh est nommé Premier ministre de l'Autorité palestinienne. La collaboration avec l'appareil politique mis en place par le Fatah est difficile.
Après la reprise du conflit entre le Fatah et le Hamas le 10 juin 2007, des militants du Hamas capturent plusieurs membres du Fatah et jettent l'un des officiers de la Garde présidentielle, Mohammed Sweirki, du haut d'un immeuble de 15 étages à Gaza. En représailles, des militants du Fatah attaquent et tuent l'imam de la plus importante mosquée de la ville, Mohammed al-Rifati. Ils ouvrent le feu contre la maison du Premier ministre Ismaël Haniyeh. Avant minuit, un militant du Hamas est également jeté du haut d'un immeuble de 12 étages.
Le 11 juin, les résidences de Mahmoud Abbas, dirigeant du Fatah et de l'Autorité palestinienne, et d'Ismaël Haniyeh, Premier ministre et l'un des dirigeants du Hamas, sont visées par balles et par obus.

## Déroulement de l'offensive
Le 12 juin, le Hamas engage des attaques contre des postes tenus par les factions du Fatah. Des centaines de combattants du Hamas marchent sur ces positions après avoir donné un délai de deux heures pour que leurs occupants quittent les lieux. La chute d'une base importante du Fatah au nord de Jabaliya dans les mains du Hamas est ainsi rapportée à l'Agence France-Presse. De violents combats sévissent dans le quartier-général du Fatah à Gaza, attaqué au lance roquettes et à l'arme automatique par des militants du Hamas.
Le 13 juin, le Hamas tient le QG des forces de sécurité nationales contrôlées par le Fatah dans le nord de Gaza. Des positions en hauteur sont prises aux termes de combats de rues pour empêcher des tirs de snipers du Fatah depuis le haut des immeubles. Une position est rasée au bulldozer. Le même jour, une explosion dans les bureaux de la sécurité préventive du Fatah à Khan Younès fait 5 morts.
Le 14 juin, le Hamas tient l'immeuble principal des services de la sécurité préventive dans la bande de Gaza, accusés d'avoir coopéré avec Israël et dirigés par Mohammed Dahlan, bête noire des islamistes dans la bande de Gaza. Les armes et les véhicules, symboles de l'autorité palestinienne dans la bande et fournis par les États-Unis, sont saisis par les membres du Hamas. Les militants changent le nom du quartier de la ville où se situe l'immeuble, de « Tel al-Hawa » ("colline du vent") en « Tel al-Islam » ("colline de l'Islam"). Dans l'après-midi du 14 juin, Associated Press rapporte une explosion dans le centre de Gaza au moment du retrait des forces de sécurité du Fatah. Plus tard dans la journée, la prise de contrôle du Hamas est effective dans le sud de la bande avec la prise de la ville de Rafah au sud, près de la frontière (fermée) avec l'Égypte, habituellement contrôlée par des forces de sécurité palestiniennes et européennes, et surveillée par les Israéliens. Le personnel européen s'était préalablement replié vers la ville israélienne de Ashkelon pour des raisons de sécurité.
En mars 2008, le journal américain Vanity a publié des documents dévoilant que les États-Unis ont tenté d'évincer le Hamas après sa victoire aux élections, en tentant d'armer une force palestinienne menée par des partisans du Fatah, et dirigée par Mohammed Dahlan. Un ancien conseiller néo-conservateur pour le Moyen-Orient du vice-président Dick Cheney, David Wurmser, a indiqué au journal que, selon lui, le Hamas ne prévoyait pas de prendre le pouvoir dans la bande de Gaza en juin 2007, mais y avait été contraint par le Fatah.

## Conséquences

### Politiques
À l'issue de la prise de Gaza, le président Mahmoud Abbas annonce la dissolution du parlement palestinien et le limogeage du gouvernement d'union nationale dirigé par Ismaël Haniyeh du Hamas. Il décrète l'état d'urgence dans les territoires palestiniens et nomme Salam Fayyad pour former un nouveau cabinet resserré autour de personnalités indépendantes alors que selon la loi palestinienne, le président devait nommer un nouveau premier ministre qui doit être issu du parti majoritaire au parlement, c'est-à-dire le Hamas. Ce nouveau gouvernement comporte 11 ministres. Il prête serment le 17 juin 2007 à Ramallah et étend son autorité sur la Cisjordanie. Il n'est pas reconnu par le Hamas, lequel considère comme illégitime et non démocratique la dissolution du parlement constitué à la suite des élections législatives palestiniennes de 2006, mais les puissances occidentales apportent leur soutien au pouvoir de Mahmoud Abbas.
À la suite de l'opération du Hamas, les territoires palestiniens sont de facto scindés en deux entités contrôlées par des pouvoirs rivaux.

### Situation des chrétiens
La bande de Gaza devient, à la suite de cette victoire militaire du Hamas, un territoire où s'applique la loi islamique. Le 15 juin 2007, Nizar Riyan, l'un des leaders de l’aile politique du Hamas à Gaza, déclare : 

« Dans quelques heures, l'ère de la laïcité dans la bande de Gaza sera finie et rien de cela ne demeurera... Aujourd'hui marque la fin de l'hérésie. Aujourd'hui la bataille oppose l'Islam aux infidèles et elle se terminera avec la victoire de l'Islam. »

 Lors d'une interview, un dirigeant islamiste affirme que les chrétiens peuvent continuer à vivre à Gaza s'ils l'acceptent, notamment vu l'instauration de règles plus strictes comme l'interdiction de l'alcool et les restrictions vestimentaires pour les femmes. Ces propos sont niés par Khaled Mechaal, dirigeant du Hamas en exil. La question de la place des chrétiens par rapport à l'islamisation de la société dans ce territoire est posée. Bien que le Hamas se défende officiellement de vouloir instaurer un État islamique dans la bande de Gaza, Mahmoud Abbas et les médias palestiniens et égyptiens emploient fréquemment l'expression « émirat islamique » pour décrire la nouvelle entité contrôlée par le Hamas.